# João Lostau Navarro
João Lostau Navarro (Navarra, c. 1578 – São Gonçalo do Amarante, 3 de outubro de 1645) foi um pioneiro da colonização da Capitania do Rio Grande, assassinado durante a Guerra da Restauração no Massacre de Uruaçu. É reconhecido como mártir e santo pela Igreja Católica.

## Biografia

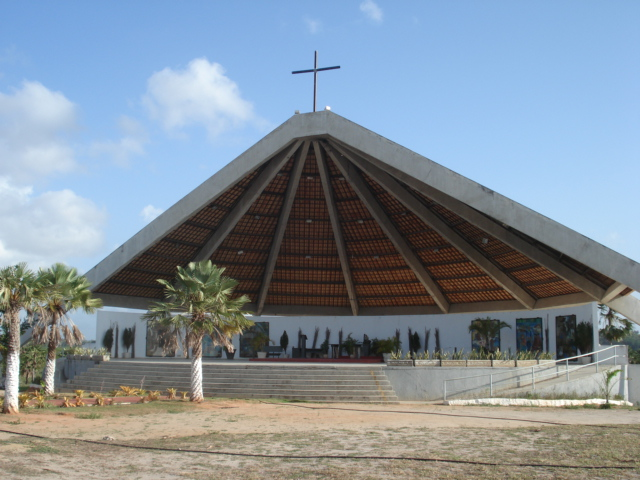
Capela dos Mártires de Cunhaú e Uruaçu em São Gonçalo do Amarante

Nascido no Reino de Navarra, na época incorporado á França, por volta do ano de 1578, ele era filho de Juan de La Costa Navarro.
O nome de João da Costa Navarro é registrado em uma carta de Sesmaria datada de 3 de julho de 1706, que foi concedida a Teodósio de Gracisman no Rio Grande do Norte, seu bisneto. Nessa carta, Teodósio prometeu realizar "vinte e quatro missas em memória de seu bisavô, João da Costa Navarro, na Capela herdada por sua esposa".
João Lostau Navarro era bem visto pelos jesuítas que trabalhavam na região do Rio Grande. Acredita-se que tenha chegado ao Brasil durante a expedição de Mascarenhas Homem e Jerônimo de Albuquerque Maranhão. Por ocasião do casamento de sua filha Beatriz Casa Maior com o General Joris Gartsman, ele estipulou, entre outras condições para o dote, a celebração anual de 24 missas em sua memória. Isso o manteve em boas relações com os holandeses que estavam na região.
João Lostau Navarro era um pescador, e seu porto de pesca provavelmente estava nas proximidades da praia de Barra de Tabatinga, a poucos quilômetros de Natal. Ele construiu uma Casa Forte no local, que foi invadida e destruída por Jacob Rabe, tapuias, potiguares e holandeses, resultando na morte daqueles que procuraram refúgio lá. João Lostau de Navarro foi levado como prisioneiro para a Fortaleza de Natal devido à sua nacionalidade francesa.
Apesar de ser sogro do comandante Garstman, João Lostau Navarro encontrou a morte no massacre de Uruaçu, no dia 3 de outubro de 1678, e sua morte foi atribuída a Jacob Rabe. Seu genro, Joris Garstman, jurou vingança e posteriormente, Jacob Rabe foi morto em uma emboscada no ano seguinte. Joris Garstman foi condenado a retornar à Holanda como pessoa indigna devido a suas ações.
Foi beatificado no dia 5 de março de 2000, pelo Papa João Paulo II e canonizado em 15 de outubro de 2017 pelo Papa Francisco. Junto aos demais Mártires de Cunhaú e Uruaçu, é considerado "Protomártir do Brasil". É também lembrado como patrono do atual estado do Rio Grande do Norte.
Junto a outros mártires é lembrado em duas datas, no dia 16 de julho em Canguaretama, e dia 3 de outubro, em São Gonçalo do Amarante. Esta última data foi declarada feriado estadual pela lei Nº 8.913/2006.
No município de Nísia Floresta, as ruínas de sua casa, localizadas no povoado de Hortigranjeira, estão inclusas no "Caminho dos Santos Mártires do Brasil". Em Parnamirim, uma paróquia é dedicada em seu nome.